# Xã Fay, Quận Burke, Bắc Dakota
Xã Fay (tiếng Anh: Fay Township) là một xã thuộc quận Burke, tiểu bang Bắc Dakota, Hoa Kỳ. Năm 2010, dân số của xã này là 21 người.